# Synagoga Fiszela Lipskiego w Łodzi
Synagoga Fiszela Lipskiego w Łodzi – prywatny dom modlitwy znajdujący się w Łodzi przy ulicy Jerozolimskiej 7.
Synagoga została zbudowana w 1898 roku z inicjatywy Fiszela Lipskiego. Mogła ona pomieścić 25 osób. Podczas II wojny światowej Niemcy zdewastowali synagogę.